# Решетов Олександр Олексійович
Олекса́ндр Олексі́йович Ре́шетов (* 4 липня 1937, Петрове) — український філософ, педагог, самодіяльний композитор. Кандидат філософських наук, доцент. Член-кореспондент Міжнародної кадрової академії. Відмінник освіти України.

## Біографічні відомості
1966 року закінчив Ленінградський державний університет. Тривалий час працював на виробництві, державній і партійній роботі, завідував відділом науки та навчальних закладів.
У Кіровоградському інституті сільськогосподарського машинобудування (нині Центральноукраїнський національний технічний університет) працює з 1977 року старшим науковим співробітником, доцентом, проректором із навчально-виховної роботи (у 1989—1993 роках). Нині завідувач кафедри філософії.

## Наукова діяльність
Науковий напрямок — проблеми діалектики особи і суспільства. Автор понад 100 наукових праць і навчально-методичних посібників із філософії, логіки, релігієзнавства.
Автор навчально-методичного посібника «Логіка» (Кіровоград, 2002).
Співавтор навчальних посібників:
- «Філософія в короткому викладі» (Кіровоград, 2003; друге доповнене видання — Кіровоград, 2005),
- «Релігієзнавство» (Кіровоград, 2006).

## Композиторська діяльність
Олександр Решетов — автор збірок пісень «Мелодії душі» (2002), «Душа співає» (2004) та «Мелодії зоряного дощу» (2005), що вийшли в Кіровограді у видавництві «Імекс-ЛТД» .
У червні 2002 року побачила світ збірка пісень самодіяльного композитора Олександра Решетова «Мелодії душі». Її презентація відбулася у музично-драматичному театрі імені Марка Кропивницького . Вів вечір заслужений артист України Валерій Дейнекін .
19 листопада 2004 року в приміщенні Кіровоградського обласного музично-драматичного театру імені Марка Кропивницького відбулася презентація другої збірки пісень Решетова «Душа співає» .
У липні 2006 року вийшов у світ компакт-диск композитора Олександра Решетова. До нього увійшли пісні на слова кіровоградських поетів, виконані місцевими співаками .

## Нагороди
- 20 квітня 2004 року Решетова відзначено Почесною грамотою Кабінету Міністрів України — «за значний особистий внесок у розвиток освіти і науки, сумлінну працю, високий професіоналізм» [6].
- 15 травня 2007 року наказом Міністра освіти і науки України Решетова за багаторічну сумлінну працю, вагомий особистий внесок у розвиток наукової сфери та з нагоди Дня науки відзначено нагрудним знаком «Петро Могила» [7].